# 大妙寺 (京都市)
大妙寺（だいみょうじ）は、京都市西京区樫原にある日蓮宗の寺院。洛中法華21ヶ寺の一つ。山号は妙音山。旧本山は妙傳寺、勇師法縁。

## 歴史
- 1340年（暦応3年）日朗門下九老僧の一人である妙音阿闍梨日行を開基として創建する。
- 1536年（天文5年）法華一揆（天文法華の乱）で焼失する。
- 豊臣秀吉の京都改造により、上京区寺ノ内新町の妙顕寺山内に再興する。
- 1991年（平成3年）樫原に移転する。

## 寺宝
本堂に、伝教大師作と伝える三宝荒神像を安置する。

## 参考資料
- 日蓮宗寺院大鑑編集委員会『宗祖第七百遠忌記念出版 日蓮宗寺院大鑑』大本山池上本門寺 (1981年)